# ボンベイ証券取引所

現行ロゴ

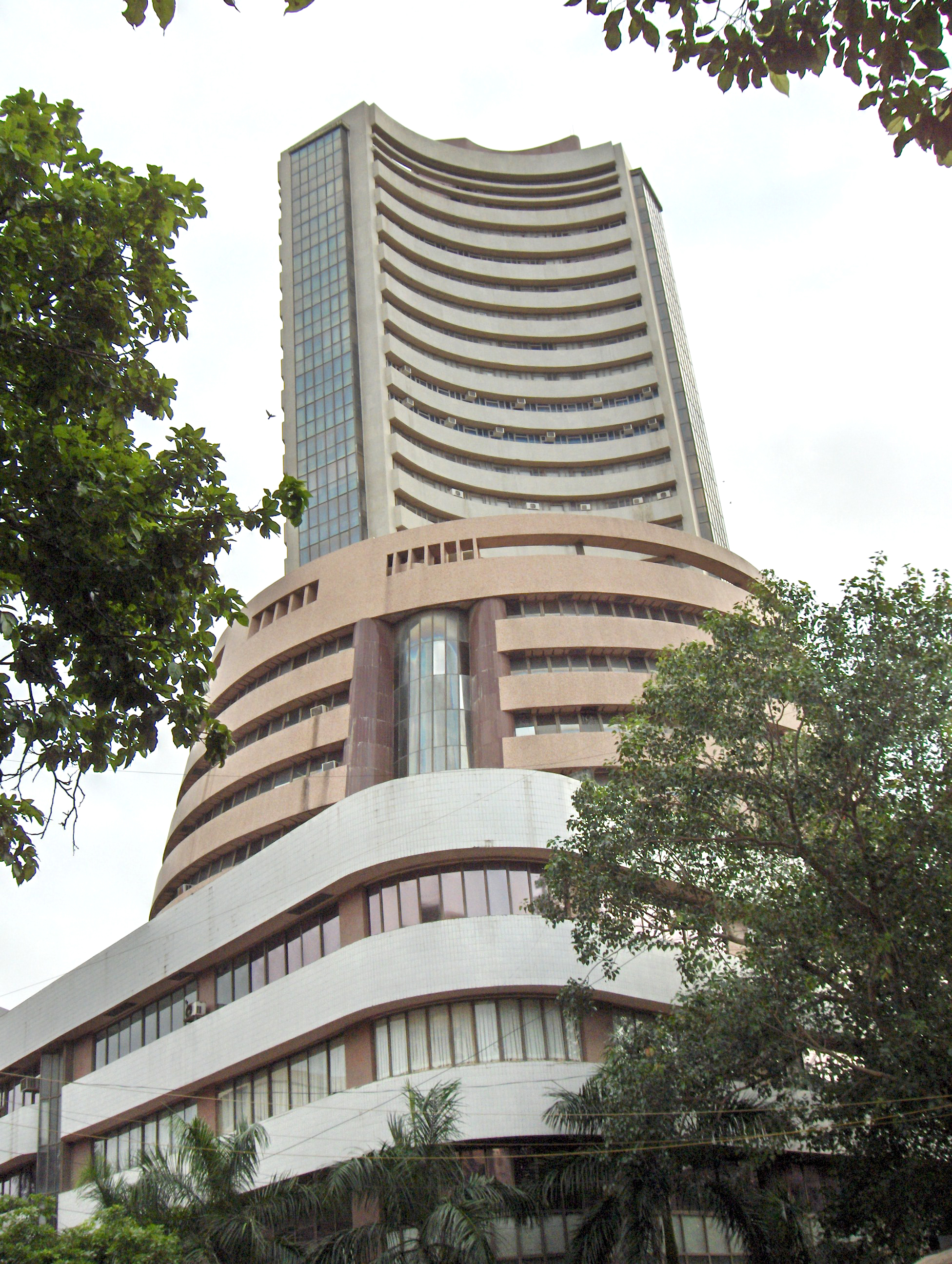

ボンベイ証券取引所（ボンベイしょうけんとりひきじょ、ヒンディー語: मुंबई शेयर बाज़ार, Bombay Stock Exchange Limited; 略号:BSE）はインドのムンバイ（ボンベイ）にあるインド最大の証券取引所。2005年8月に株式会社化された際、ムンバイ証券取引所（The Stock Exchange, Mumbai）から、現在の名称に改称された。

## 概要
設立は1875年と東京証券取引所の前身である東京株式取引所（1878年に設立）よりも古く、アジアで最も古い証券取引所である。代表的な株価指数はS&P BSE SENSEX。
取引時間は、月曜日から金曜日の9時55分～15時30分（日本時間　13時25分～19時）。
近年のインド株ブームに乗って世界各国から資金が流入しており、2024年5月21日時点で時価総額が5兆米ドルを超え、世界で6番目に大きい証券取引所となった。（東京証券取引所は5番目に位置する）